# Liste der Monuments historiques in Brognon (Côte-d’Or)
Die Liste der Monuments historiques in Brognon führt die Monuments historiques in der französischen Gemeinde Brognon auf.

## Liste der Objekte
| Bezeichnung | Beschreibung                                                                             | Standort                       | Kennzeichnung | Schutzstatus | Datum | Bild |
| ----------- | ---------------------------------------------------------------------------------------- | ------------------------------ | ------------- | ------------ | ----- | ---- |
| Hauptaltar  | Altartisch und Retabel; Holz, farbig gefasst, 17. Jahrhundert                            | in der Kirche St-Martin (Lage) | PM21003428    | Inscrit      | 1973  |      |
| Marienaltar | rechter Seitenaltar; Altartisch und Retabel; Holz, farbig gefasst und vergoldet, um 1700 | in der Kirche St-Martin (Lage) | PM21003429    | Inscrit      | 1973  |      |